# Bellmansgatan

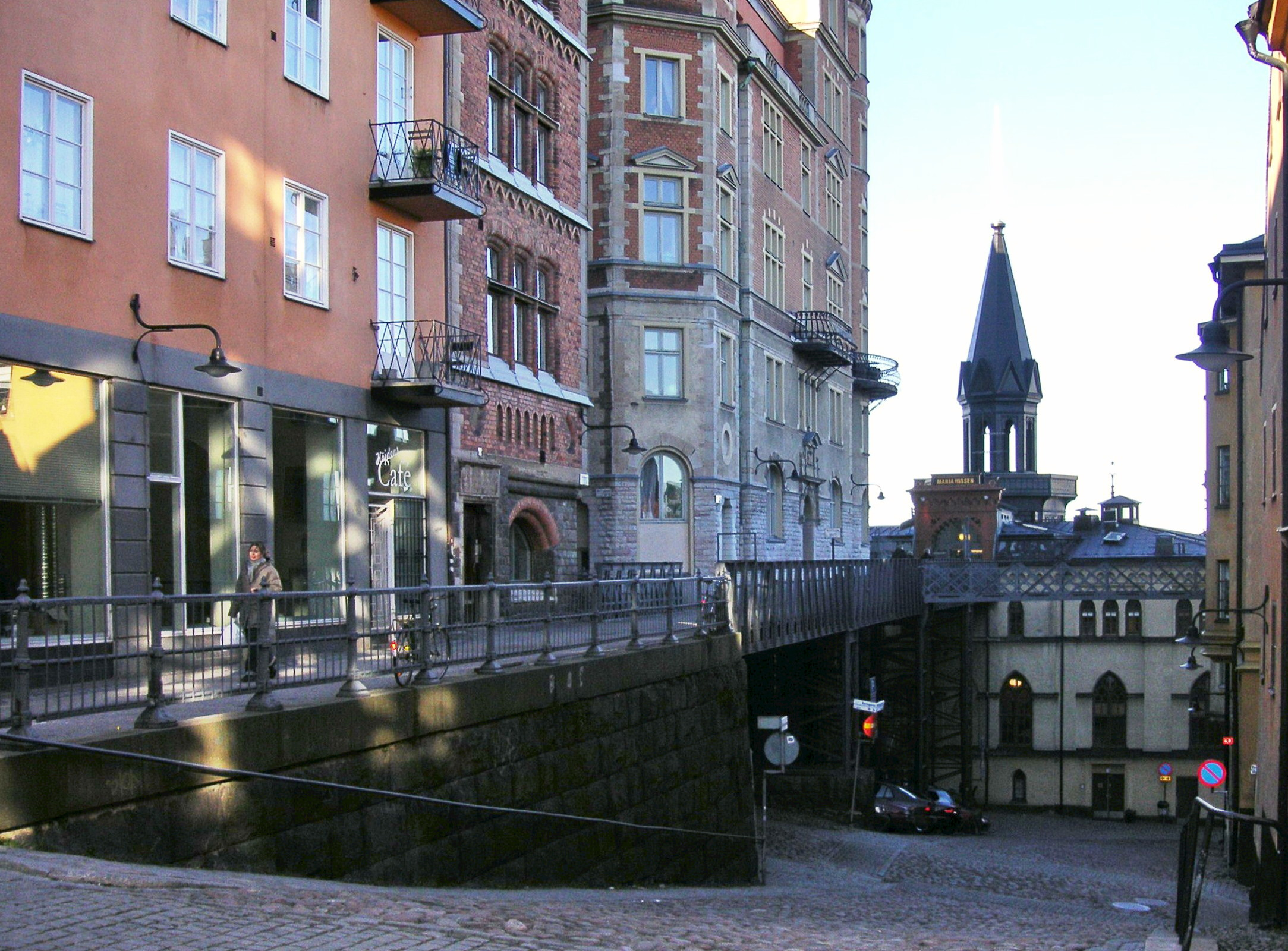
El Bellmansgatan al nord amb la Mariahissen

Bellmansgatan és un carrer del districte de Södermalm a Estocolm. El carrer va des de la Mariahissen al nord, passant per la Maria Magdalena Kyrka i el Sankt Paulsgatan, fins al Fredmansgatan al sud, amb un recorregut total d'uns 440 metres. El Bellmansgatan té una cruïlla amb el Hornsgatan.
El carrer rebé el seu nom el 1871 en honor del poeta Carl Mikael Bellman, que nasqué al número 24 del que aleshores era el Björngårdbrunnsgatan. La casa on nasqué Bellman tingué lloc a la denominada Daurerska huset, que es trobava al cantó Bellmansgatan / Hornsgatan. La casa fou enderrocada el 1901 per fer lloc a l'ampliació i reducció del nivell del Hornsgatan.